# Aleksandr Vlàssov
Aleksandr Vlàssov (rus: Александр Анатольевич Власов)  (Víborg, 23 d'abril de 1996) és un ciclista rus, professional des del 2018. Actualment corre a l'equip Bora-Hansgrohe. En el seu palmarès destaca el Girobio de 2018, el campionat nacional en ruta del 2019 i 2021 i, sobretot, el Tour de Romandia de 2022.

## Palmarès
- 2013
  - 1r al Gran Premi General Patton i vencedor d'una etapa
- 2016
  - 1r al Trofeu San Serafino
- 2017
  - 1r al Gran Premi Ciclistico Arcade
  - 1r al Giro d'Emília amateur
- 2018
  -  Campió de Rússia en ruta sub-23
  - 1r al Girobio
  - Vencedor d'una etapa a la Toscana-Terra de ciclisme
- 2019
  -  Campió de Rússia en ruta
  - Vencedor d'una etapa a la Volta a Àustria
- 2020
  - 1r al Mont Ventoux Dénivelé Challenge
  - 1r al Giro d'Emília
  - Vencedor d'una etapa al Tour La Provence
- 2021
  -  Campió de Rússia en contrarellotge
- 2022
  - 1r a la Volta a la Comunitat Valenciana i vencedor d'una etapa
  - 1r al Tour de Romandia i vencedor d'una etapa
  - Vencedor d'una etapa a la Volta a Suïssa
- 2024
  - Vencedor d'una etapa a la París-Niça

### Resultats al Giro d'Itàlia
- 2020. Abandona (2a etapa)
- 2021. 4t de la classificació general
- 2023. Abandona (10a etapa)

### Resultats a la Volta a Espanya
- 2020. 11è de la classificació general
- 2023. 7è de la classificació general

### Resultats al Tour de França
- 2022. 5è de la classificació general